# Archibald Constable
Archibald David Constable (Carnbee, 24 febbraio 1774 – 21 luglio 1827) è stato un editore, libraio e cartolaio scozzese.